# Tilantongo
Tilantongo prekolumbiánus mixték városállam volt a mai Oaxaca mexikói tagállamban, a mai Santiago Tilantongo település mellett. Mixték nyelvű neve Ñuu Tnoo-Huahi Andehui, azaz „Fekete város – a Menny temploma” volt.

## Történelme
Alfonso Caso régész ásatásai az 1960-as években azt mutatták, hogy Tilantongo az Oaxaca régió egyik legrégebbi települése volt, Monte Albán első, preklasszikus időszakával egyidős épületekkel. Később a közelben klasszikus és posztklasszikus kori leleteket is találtak. 
Dokumentumok bizonyítják, hogy Tilantongo a posztklasszikus korban, a 11. század körül fontos politikai központ volt. Itt uralkodott Nyolc Szarvas Jaguárkarom, aki egy időre egyesíteni tudta az összes mixték területet, és szövetséget kötött a közép-mexikói toltékokkal, amint arról a képírásos Zouche-Nuttall kódex beszámol.

## Fordítás
- Ez a szócikk részben vagy egészben  a   Tilantongo című angol Wikipédia-szócikk ezen változatának fordításán alapul.  Az eredeti cikk szerkesztőit annak laptörténete sorolja fel. Ez a jelzés csupán a megfogalmazás eredetét és a szerzői jogokat jelzi, nem szolgál a cikkben szereplő információk forrásmegjelöléseként.